# 性與生殖健康及權利
性與生殖健康及權利（英語：Sexual and reproductive health and rights，縮寫SRHR）是指跟性和生殖有關的人權。它總共混合了四個概念（性健康、性權、生殖健康以及生殖權利）。
在某些情況下，四個概念不會作任何區分。性健康有時會遭視為生殖健康的同義詞，另外兩個跟人權有關的概念亦可交替使用。性權在某些語境中包含了性健康此一概念。
一些知名的國際非政府組織致力於促進性與生殖健康及權利，其中包括国际计划生育联合会、國際LGBTI聯合會、世界性健康協會、国际艾滋病联盟。

## 歷史
由政府主導的计划生育项目最先於20世紀50年代間出現，但該些計劃的主要目的在於透過控制人口增長，來使經濟得以穩定發展。在1994年開辦的聯合國國際人口與發展會議令生殖健康的地位出現重大轉變，且被認為是現代「性與生殖健康及權利」運動的起始。在會議期間，人們先後從經濟學、公共衛生和人權角度來對计划生育進行爭論。之後在尾聲時，179個國家共同簽訂了一份在會議過程中草擬的行動綱領。該份綱領確認性健康和生殖健康是一項普世人權，並概述了以自由選擇、賦予婦女權力為中心的目標——改善生殖健康；並以「身心處於完全健康的狀態」來定義性健康和生殖健康。為了在2015年以前令全球的生殖健康都達至完美狀態，所以它制定了一系列的目標。儘管在2000年提出的千年发展目标沒有提及過生殖健康，但對於目標3-5的實現而言，生殖健康都是不可或缺的。联合国在2010年對原版綱領進行重新審視和更新，以反映其希望在2015年以前實現普世的生殖健康保健。到了2015年，千年发展目标和行動綱領皆已过时，並遭可持续发展目标所取代。可持续发展目标訂明了在2030年以前要消除極端貧窮的目標。

## 性健康
世界卫生组织把性健康定義為：「与性行为有关的身心健康和社会幸福。需要对性行为和性关系持积极和尊重态度，使人们可以在不受胁迫、歧视和暴力的情况下享受令人愉悦的、安全的性体验」。

## 性權
性權為一個以性表達和性愉悅為中心的概念。世界性健康協會的《性權宣言》為此一權利的其中一個綱要。
於第四次世界妇女大会所制定的《北京行动纲领》確認女性享有自由權；免於脅迫、暴力及歧視權；性自主控制權和自由決定權（包括跟性健康和生殖健康有關的決定） 。上述段落已被某些國家引作女性性權的適用定義。聯合國人權委員會已確認若女性擁有更大的權力，那麽其便更能保護自己，令自己免受到暴力對待。
世界性學會於1999年在香港召開第14次世界性學會議，並於會上通過《性權宣言》，當中包含了11條性權。世界性健康協會顧問委員會後於2014年對《性權宣言》進行修訂和擴充，令其所包含的性權增至16條：
1. 平等與非歧視權
2. 個人的生命權、自由權和安全保障權
3. 自主與身體的完整權
4. 免於折磨與殘害、非人道或有辱人格的虐待或懲罰權
5. 免于暴力和強制權
6. 性私權
7. 包括性健康在內的最高健康標準權；盡可能的性愉悅、性滿足和安全的性體驗權
8. 科技進步與成果運用權
9. 性信息權
10. 教育權和全面的性教育權
11. 進入、締結和離異婚姻以及基於平等與完全自主同意的其他類似關係權
12. 決定生養孩子、生養數量以及生養間隔權，以及養育孩子及其打算生養孩子的知識資訊權
13. 自由思想、自由表達觀點和自由表述權
14. 結社與和平集會的自由權
15. 參與公共與政治事務權
16. 訴諸法律、獲得補償和賠償權

《性權宣言》影響了於後來提出的《日惹原則》（一套在2007年3月26日发布的國際原則，其跟性取向和性別認同有關），當中以「完整權」和「性健康權」這兩個概念的影響為深。
美國政府在2015年指它將會使用性權這一字眼去探討人權問題和全球發展。

## 生殖健康
世界衛生組織對健康的定義是：「健康不僅為疾病或虛弱之消除，而是體格，精神與社會之完全健康狀態。」，生殖健康則把生命各个阶段的生殖过程、功能和系统套用至此框架内。因此生殖健康即表示人們可以有安全的、負責任的以及令人滿意的性行為；並有生育能力，有自由決定要不要生育、何時要生育，以及生育的次數。這種解釋意味着男性和女性需擁有跟生育控制相關的知識，並且可以取得安全的、有效性、經濟可負擔的、以及可接受的生育控制器材，也可以接觸適當的性醫學及生殖醫學醫療服務，並且實施健康教育計劃，強調在妊娠及分娩階段的孕產期保健，讓伴侣有最佳機會養育健康的嬰兒。人們在生殖健康醫療上有可能會遇到一些不公平的情形，不公平可能是因為社會經濟地位、教育程度、性別、年齡、種族、宗教，以及可獲得資源的多寡而起。例如收入較低的群體可能沒有能換取醫療服務的資源，也沒有有關維持生殖健康的知識。

## 生殖權利
生殖權利是一項有關生殖和生殖健康的法定權利。世界卫生组织對生殖權利的定義如下：

生殖權利承認所有個體和伴侶皆有決定是否生養孩子、生養數量以及生養間隔的基本權利，有權得到影響相關決定的資訊，並有權達至最高的生殖健康和性健康標準。 他們亦有權在免於歧視、強制和暴力的情況下做出決定。

## 目標
儘管性與生殖健康及權利的框架經常發生變化，但總體目的基本如一——「促進及實現普世的生殖健康」；而框架的改變只會使側重點有所變化。聯合國國際人口與發展會議的原始綱領主要是為了促進卫生保健的普及而起草的。它的範圍隨後擴大至全面的性教育權、結束残割女性生殖器的習俗，和增加女性在社会、政治、文化層面上的權力。